# Maltypus brastagiensis
Maltypus brastagiensis es una especie de coleóptero de la familia Cantharidae.

## Distribución geográfica
Habita en  Indonesia.